# Andrés Montes
Andrés Montes González (Madrid, 27 novembre 1955 – Madrid, 16 ottobre 2009) è stato un giornalista spagnolo, commentatore sportivo.

## Biografia
Di padre galiziano (Antonio Montes Seoane) e madre cubana, la pianista Zenaida González Manfugás, realizzò trasmissioni sportive (principalmente di pallacanestro e calcio) a partire dal 1980, lavorando per la COPE, Radiocadena Española, Radio Marca o Antena 3 Radio con José María García. Dal 1º dicembre del 1995 commentò, insieme ad Antoni Daimiel e Santiago Segurola, le trasmissioni della NBA in Spagna per Canal+.
Nell'aprile del 2006 annunciò il passaggio a laSexta, che gli offrirà il commento del Campionato mondiale di calcio 2006, insieme all'ex calciatore Julio Salinas e ad Antonio Esteva. Commentò anche il Campionato mondiale maschile di pallacanestro 2006, insieme agli ex giocatori Juan Manuel López Iturriaga e Juan Domingo de la Cruz. In occasione dei mondiali del 2006 svoltisi in Germania, memorabile fu la telecronaca della semifinale giocata tra i padroni di casa e l'Italia, in cui gli azzurri si imposero 2 a 0 segnando negli ultimi istanti dei tempi supplementari. Nell'estate del 2007, commentò Eurobasket, accompagnato dagli ex giocatori Iturriaga ed Epi.
Fu noto lo stile distratto e deciso, che attraeva rapidamente l'attenzione del pubblico. Una delle risorse fu un argot specifico a base di intercalari. Le frasi celebri furono: «¡Porque la vida puede ser maravillosa!» (Perché la vita può essere meravigliosa!) «¿Dónde están las llaves Salinas?» (Dove sono le chiavi Salinas?), «¡Fútbol, pasión de multitudes!» (Calcio, passione delle moltitudini!), «¡Fútbol con fatatas!», «¡Tiki-taka!», «¿Qué me cuentas capitán Narváez?» (Cosa mi racconti capitano Narvaez?), «¡Tiburónnnnnn!» (Squaloooo!), «¡Que vienen los sioux!» (Arrivano i sioux!), «¡Jugón!» (Giocatona!), «¡Wilma, ábreme la puerta!» (Wilma, aprimi la porta!), «¡Ratatatatatatata!»... Un'altra caratteristica che lo contraddistingueva era l'uso di vistosi papillon e gli occhiali particolari, così come la testa rasata a zero.
Partecipò come attore nel film Isi/Disi. Amor a lo bestia in una piccola parte come allenatore di pallacanestro nel 2004. Tra il 2006 ed il 2009 commentò le partite della Liga e della nazionale di pallacanestro spagnola sul canale laSexta, e nell'estate del 2008 commentò sullo stesso canale un programma di wrestling chiamato Power Catch. Il 20 settembre del 2009 annunciò nella finale dell'Eurobasket che lasciava laSexta. La sua definizione del calcio tiki-taka ha passato le frontiere, e oggi si usa anche nella stampa di altri paesi riferendosi al gioco della nazionale spagnola.
Il 16 ottobre del 2009, la sua compagna trovò il corpo senza vita del giornalista nella sua casa situata a Madrid, in calle de Espronceda 31. Anche se alcune fonti affermano che morì per infarto del miocardio, potrebbe anche essersi suicidato. I risultati dell'autopsia che gli fu praticata non sono stati pubblicati. Dopo la morte, il 27 aprile del 2010 il Consejo Superior de Deportes gli concede a titolo postumo la Real Orden del Merito Deportivo come riconoscimento alla diffusione e promozione dello sport.